# Station Frederikssund
Station Frederikssund is een S-tog-station in Frederikssund, Denemarken.
Frederikssund kreeg op 15 juni 1879 een station als westelijk eindpunt van de Frederikssundbanen, dit station werd in 1928 voor de reizigersdienst gesloten maar bleef in gebruik als goederenstation.
In 1928 werd, ongeveer 500 meter zuidelijker, een nieuw reizigersstation geopend in het kader van de aanleg van de Midden-Sjællandlijn tussen Hillerød en Næstved via Frederikssund en Ringsted. Het deeltraject Frederikssund – Hillerød werd nooit gebouwd, het deeltraject Frederikssund – Hvalsø werd op 18 november 1928 geopend en in 1936 alweer gesloten. 
In 1975 werd het plan 90 gepresenteerd dat onder meer het doortrekken van de S-tog van Ballerup naar Frederikssund omvatte. In 1975-1976 werd het reizigersmaterieel vernieuwd en vanaf 1978 onderhielden trekduwtreinen met MX locomotieven en vrijgekomen treinstellen van andere lijnen de dienst. 
In mei 1984 kwam het groene licht voor de ombouw van het traject, waaronder elektrificatie, tot S-bane. In 1988 werd het stationsgebouw uit 1879 gesloopt om ruimte te maken voor een nieuw S-tog station. Het nieuwe station werd op 27 mei 1989 geopend tegelijk met de S-tog dienst, sinds 1951 de eerste uitbreiding van het s-tog net.
Frederikssund · Vinge · Ølstykke · Egedal · Stenløse · Veksø · Kildedal · Måløv · Ballerup · Malmparken · Skovlunde · Herlev · Husum · Islev · Jyllingevej · Vanløse · Flintholm · Valby · Carlsberg · Dybbølsbro · København H · Vesterport · Nørreport · Østerport · Nordhavn · Svanemøllen · Hellerup · Charlottenlund · Ordrup · Klampenborg